# Roman Kreuziger (ur. 1986)
Roman Kreuziger (ur. 6 maja 1986 w Moravská Třebová) – czeski kolarz przełajowy i szosowy, mistrz świata juniorów z Werony (2004).
Przeszedł na zawodowstwo w 2006 roku. Rok później startował w Vuelta a España 2007, nie odniósł tam większych sukcesów, ale w generalnej klasyfikacji zajął niezłe 21. miejsce. W 2008 roku niespodziewanie zwyciężył w Tour de Suisse (wygrał też etap jazdy indywidualnej na czas), a w 2009 był pierwszy w klasyfikacji generalnej Tour de Romandie. Rok 2012 przyniósł mu pierwsze etapowe zwycięstwo w Wielkim Tourze – czeski kolarz był pierwszy na mecie 19. etapu Giro d’Italia z Treviso do Alpe di Pampeago.
Jego ojciec – Roman Kreuziger senior – również był kolarzem.

## Najważniejsze osiągnięcia

### kolarstwo przełajowe
2004
- 2. miejsce w mistrzostwach świata (do lat 19, cyclo-cross)

### kolarstwo szosowe
2004
- 1. miejsce w mistrzostwach świata (do lat 19, start wspólny)
- 2. miejsce w mistrzostwach świata (do lat 19, jazda ind. na czas)
- 1. miejsce w mistrzostwach Czech (do lat 19, start wspólny)
- 1. miejsce w mistrzostwach Czech (do lat 19, jazda ind. na czas)

2007
- 1. miejsce na 1. (jazda druż na czas) i 2. etapie Settimana Ciclistica Lombarda

2008
- 1. miejsce w Tour de Suisse
  - 1. miejsce na 8. etapie (jazda ind. na czas)
- 2. miejsce w Tour de Romandie
- 12. miejsce w Tour de France

2009
- 1. miejsce w Tour de Romandie
  - 1. miejsce na 4. etapie
  -  1. miejsce w klasyfikacji młodzieżowej
- 3. miejsce w Tour de Suisse
- 9. miejsce w Tour de France
- 2. miejsce w Clásica de San Sebastián

2010
- 1. miejsce w Giro di Sardegna
  - 1. miejsce na 2. etapie
- 3. miejsce w Paryż-Nicea
  -  1. miejsce w klasyfikacji młodzieżowej
- 5. miejsce w Amstel Gold Race
- 9. miejsce w Tour de France

2011
- 1. miejsce na 4. etapie Giro del Trentino
- 4. miejsce w Liège-Bastogne-Liège
- 5. miejsce w Giro d’Italia
  -  1. miejsce w klasyfikacji młodzieżowej

2012
- 3. miejsce w Tirreno-Adriático
- 1. miejsce na 19. etapie Giro d’Italia

2013
- 1. miejsce w Amstel Gold Race
- 3. miejsce w Tour de Suisse
- 5. miejsce w Tour de France
- 3. miejsce w Clásica de San Sebastián

2014
- 3. miejsce w Tirreno-Adriático
- 8. miejsce w La Flèche Wallonne
- 7. miejsce w Liège-Bastogne-Liège
- 8. miejsce w Tour de Suisse

2015
- 5. miejsce w Liège-Bastogne-Liège

2016
- 7. miejsce w Liège-Bastogne-Liège
- 10. miejsce w Tirreno-Adriático
- 1. miejsce w mistrzostwach Czech (start wspólny)

2018
- 2. miejsce w Amstel Gold Race

## Starty w Wielkich Tourach
| Grand Tour | 2007 | 2008 | 2009 | 2010 | 2011 | 2012 | 2013 | 2014 | 2015 | 2016 | 2017 | 2018 | 2019 | 2020 |
| ---------- | ---- | ---- | ---- | ---- | ---- | ---- | ---- | ---- | ---- | ---- | ---- | ---- | ---- | ---- |
| Giro       | -    | -    | -    | -    | 5.   | 15.  | -    | -    | 28.  | -    | -    | 55.  | -    | -    |
| Tour       | -    | 12.  | 9.   | 8.   | 112. | -    | 5.   | -    | 17.  | 10.  | 24.  | -    | 16.  | 109. |
| Vuelta     | 21.  | -    | 61.  | 28.  | -    | -    | DNF  | -    | -    | -    | -    | -    | -    | -    |

## Rankingi
| Rok                | 2005 | 2006 | 2007 | 2008 | 2009 | 2010 | 2011 | 2012 | 2013 | 2014 | 2015 | 2016 | 2017 | 2018 | 2019 | 2020 | 2021  |
| ------------------ | ---- | ---- | ---- | ---- | ---- | ---- | ---- | ---- | ---- | ---- | ---- | ---- | ---- | ---- | ---- | ---- | ----- |
| UCI ProTour        | -    | -    | 80.  | 4.   |      |      |      |      |      |      |      |      |      |      |      |      |       |
| UCI World Calendar |      |      |      |      | 7.   | 22.  |      |      |      |      |      |      |      |      |      |      |       |
| UCI World Tour     |      |      |      |      |      |      | 29.  | 20.  | 11.  | 39.  | 61.  | 61.  | 154. | 47.  |      |      |       |
| World Ranking      |      |      |      |      |      |      |      |      |      |      |      | 85.  | 235. | 51.  | 365. | 728. | 1988. |
| UCI Europe Tour    | 345. |      |      |      |      |      |      |      |      |      |      | 375. | 286. | 949. | 296. | 583. | 1346. |
|                    |      |      |      |      |      |      |      |      |      |      |      |      |      |      |      |      |       |
| Źródło: UCI        |      |      |      |      |      |      |      |      |      |      |      |      |      |      |      |      |       |